# پرژیبرام
پْرْژیبْرام (به چکی: Příbram) شهری در منطقه بوهمیای مرکزی کشور جمهوری چک است که جمعیت آن در سال ۲۰۰۷ میلادی ۳۴٫۶۶۰ نفر بوده‌است.